# Batalla del Utus
La batalla del Utus se libró en 447 entre el ejército del Imperio Romano Oriental y los hunos liderados por Atila en lo que hoy es el río Vit en Bulgaria. Fue la última de las sangrientas batallas campales entre el Imperio Romano de Oriente y los hunos, ya que el primero intentó evitar la invasión húnica.
Los detalles sobre la campaña de Atila que culminó en la batalla de Utus, así como los eventos posteriores, son oscuros. Sólo unos pocos pasajes breves de las fuentes bizantinas (Romana, Jordanes, la crónica del Conde Marcelino y el Cronicón pascual) están disponibles. Al igual que con toda la actividad de los hunos de Atila en los Balcanes, las escasas fuentes no permiten una reconstrucción indiscutible de los acontecimientos.

## Antecedentes
Corría el año 443 y el emperador de Oriente Teodosio II, harto y casi en bancarrota, decidió dejar de pagar tributo a Atila. Este respondió invadiendo los Balcanes con un inmenso ejército en el año 447. Los romanos orientales decidieron entonces plantar cara y las órdenes fueron precisas: vencer y regresar con los laureles del triunfo o ser derrotados y quedar insepultos en el campo de batalla.

## Batalla
Desde Marcianopolis partió el magíster utriusque militiae Arnegisclus comandando más de 20 legiones, tropas de Tracia, del Ilírico y las Praesentiales imperiales, para interceptar y destruir a los hunos. Era marzo y los romanos orientales esperaron a Atila en las orillas del río Utus (actualmente el río Vit, en Bulgaria). La batalla fue tremenda. En un momento de la misma los hunos mataron al caballo del comandante Arnegisclus y este de pie siguió luchando hasta su aniquilación.

## Consecuencias
El precio de la batalla fue terrible para ambas partes. Por un lado, los hunos tuvieron unas pérdidas colosales y ya no serían capaces de invadir la parte Occidental del Imperio hasta pasados 4 años y con muchos menos efectivos. Para los romanos orientales la derrota en Utus fue dramática, literalmente se quedaron sin ejército. No había nada entre los hunos y la capital romana oriental que pudiese frenar a Atila. Por el camino, los hunos aniquilaron la ciudad de Marcianopolis, que no sería reconstruida hasta el gobierno de Justiniano casi 100 años después. Por si eso fuese poco, en enero del año 447 se produjo un terremoto en Constantinopla que destrozó las murallas teodosianas y 57 torres de defensa se vinieron abajo. Empezó a extenderse el pánico entre la población romana de Constantinopla, pues sabían que los exploradores de Atila habían visto como la capital se había quedado sin defensas.
Ante tal situación desesperada, el prefecto del pretorio de la capital Flavio Constantino reunió a los ciudadanos de las facciones en el Hipódromo y les expuso su plan. Todos los miembros de las cuatro facciones del Circo, verdes, azules, rojos y blancos, debían trasladarse a las murallas y repararlas con sus propias manos antes de la llegada de Atila para tener una oportunidad de sobrevivir.
Todos los ciudadanos debían volcarse en reparar las murallas. Los 16.000 verdes y azules lideraron la obra. Cada facción se situó en una determinada zona delimitada y empezó a trabajar día y noche. Los azules, facción conservadora, se situaron entre la Puerta de Blachernae y la Puerta de Myriandrion. Los verdes, facción progresista, trabajaron de la Puerta de Myriandrion hasta el Mar de Mármara. Por su parte, la Puerta de Reghion fue reparada por los rojos. Era invierno y el frío era intenso. Tras sólo 60 días de trabajo a destajo no sólo cumplieron su cometido para finales de marzo sino que además mejoraron las defensas de manera sobresaliente. Ningún enemigo penetraría por esas murallas en los próximos 1000 años. Todos los emperadores restauraron y mimaron aquellas murallas durante los siglos venideros.
Los rastreadores de Atila llegaron a las puertas de Constantinopla y vieron la nueva triple muralla, con las nuevas torres, con el foso y los refuerzos de tropas isáuricas. Dieron media vuelta y se fueron por donde habían venido. Se acordó un nuevo tributo que pronto un nuevo emperador rechazaría para siempre. El emperador Marciano dijo en el año 450: “El Imperio tiene oro para sus amigos, hierro para sus enemigos”. Atila, comprendiendo que no podría tomar jamás Constantinopla, dirigió su ejército mucho más mermado hacia Occidente.